# Bronze Star Medal

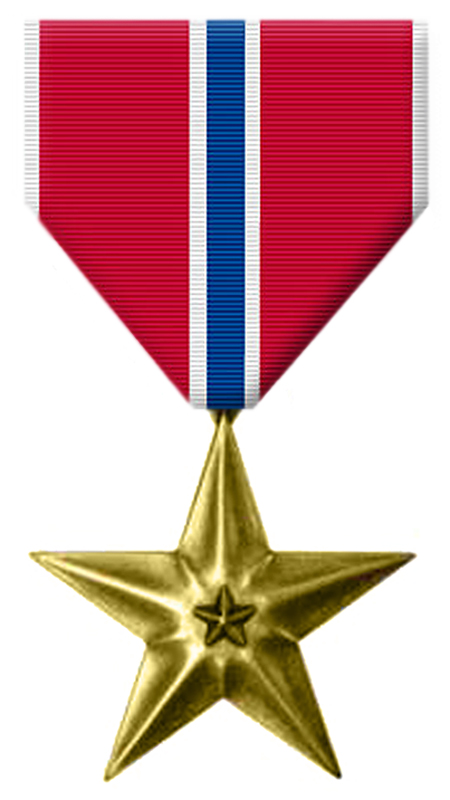
Bronze Star Medal

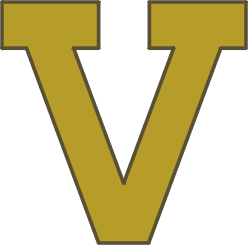
Bandauflage
Combat V

Die Bronze Star Medal, inoffiziell auch Bronze Star, ist eine Auszeichnung der US-Streitkräfte, die für herausragende Leistungen im Kampfeinsatz oder besonders verdiente Pflichterfüllung verliehen wird. Ausgenommen sind fliegerische Einsätze, für diese wird das in etwa gleichrangige Distinguished Flying Cross verliehen. Die Medaille wurde 1944 das erste Mal vergeben und kann auch an Mitglieder alliierter Nationen verliehen werden, wenn diese an der Seite von US-Amerikanern kämpfen. Die Bronze Star Medal mit dem "V" zur Kennzeichnung von Heldentum ist die vierthöchste militärische Auszeichnung.
Soldaten kann die Bronze Star Medal auch posthum verliehen werden, wenn sie ihn sich durch eine Tat verdienen, während deren Ausführung sie ums Leben kommen.
Auf der Rückseite zeigt die Bronze Star Medal den Schriftzug HEROIC OR MERITORIOUS ACHIEVEMENT sowie den Namen des Ausgezeichneten.
Zur Unterscheidung, ob die Bronze Star Medal für Tapferkeit in einem Kampfeinsatz oder für besondere Pflichterfüllung ohne Zusammenhang mit einem Kampfeinsatz verliehen wurde, dient das sogenannte Combat Distinguishing Device, auch kurz Combat V genannt, ein kleines bronzenes V, das auf dem Ordensband getragen wird. 
Ergänzend kann die Bronze Star Medal neben dem Combat V bei Army und Air Force auch mit Eichenlaub für weitere Verleihung der Bronze Star Medal verliehen werden. Bei der Navy, den Marines und der Küstenwache wird ein 5/16 inch star, ein silberner oder goldener Stern verliehen für weitere Verleihung der Bronze Star Medal. Die Farbe des Sterns führt gelegentlich zur Verwechslung mit dem Silver Star.
Die Bronze Star Medal ist die höchste militärische Auszeichnung der Vereinigten Staaten, die direkt von Divisionskommandeuren und Kommandeuren in vergleichbarer Position verliehen werden kann. Alle höheren Auszeichnungen bedürfen der Verleihung durch den Minister der jeweiligen Teilstreitkraft (zum Beispiel der Silver Star oder das Distinguished Service Cross).

## Diskussion über Verleihungen durch Luftwaffe
Im Jahr 2012 wurden zwei US-Luftwaffenunteroffiziere angeblich Opfer von Cyber-Mobbing, nachdem sie die Bronze Star Medals für verdienstvolle Dienste ohne Kampfeinsatz erhalten hatten. Die beiden Luftwaffenangehörigen, die die Medaillen im März 2012 erhalten hatten, waren Unteroffiziere in medizinischen Einheiten, die im Krieg in Afghanistan eingesetzt waren. Die Verleihungen lösten eine Debatte darüber aus, ob die Luftwaffe zu viele Medaillen an ihre Mitglieder vergibt und ob der Bronze Star auch für kampffreien Dienst verliehen werden sollte. Dies veranlasste die Luftwaffe, die im Internet veröffentlichten Berichte über die beiden zu löschen und ihre Kriterien für die Verleihung von Medaillen zu präzisieren. Die Luftwaffe behauptete, dass die Zahl der Verleihungen des Bronze Star für verdienstvolle Leistungen höher sei als die Zahl der Verleihungen für Tapferkeit, und dass sie die Verleihungen von Fall zu Fall betrachte, um die Integrität der Auszeichnung zu wahren.
Dies ist nicht das erste Mal, dass die USAF wegen der Verleihung dieser Auszeichnung kritisiert wurde. Das Verteidigungsministerium untersuchte die Verleihung der Bronze Star Medal durch die USAF an 246 Personen nach den Operationen im Kosovo im Jahr 1999. Bis auf 60 wurden alle an Offiziere verliehen, und nur 16 der Ausgezeichneten befanden sich tatsächlich im Kampfgebiet. Mindestens fünf wurden an Offiziere verliehen, die den Luftwaffenstützpunkt Whiteman Air Force Base in Missouri nie verlassen haben. Während dieser Kampagne hatte die Navy 69 Bronze Star Medals verliehen, und die Army mit 5.000 Soldaten im benachbarten Albanien (das als Teil der Kampfzone betrachtet wurde) verlieh keine. Schließlich gab es eine Überprüfung durch das Pentagon und einen Beschluss des Kongresses im Jahr 2001, die Verleihung von Bronze Stars an Personal außerhalb der Kampfzone einzustellen.